# Manuel Núñez de Arenas
Manuel Núñez de Arenas y de la Escosura (Madrid, 1 de abril de 1886-París, 9 de septiembre de 1951) fue un político e historiador español. 

## Biografía
Nacido el 1 de abril de 1886 en Madrid, fue alumno del Colegio Nuestra Señora del Recuerdo. Estudió Filosofía y Letras en la Universidad Central de Madrid. Militante del Partido Socialista Obrero Español desde 1909, fundó la Escuela Nueva en 1910, que defendía una educación basada en principios socialistas. Participó en la fundación del Partido Comunista Obrero Español en 1921; fue el miembro del partido que tomó parte en las negociaciones de fusión con el Partido Comunista Español auspiciadas por Antonio Graziadei. Permaneció exiliado en Francia entre 1923 y 1930. Núñez de Arenas, que ejerció de docente de francés en España y, a su vez, de español en Francia, durante la República fue inspector general de Enseñanza, y profesor en el Instituto Obrero de Valencia. Exiliado de nuevo en Francia al finalizar la guerra civil española en 1939, fue encarcelado por los nazis durante la Segunda Guerra Mundial (1942-1944). 
Falleció el 19 de septiembre de 1951 en París.
En la actualidad, da nombre a un colegio en Getafe y otro colegio en Madrid.

## Obra seleccionada
- Historia del movimiento obrero español (1916).
- Don Ramón de la Sagra, reformador social (1924).
- Españoles fuera de España. La expedición de Vera de 1830 (según documentos inéditos de policía) (1927).